# La Cultura (rivista)
La Cultura è una rivista fondata da Ruggero Bonghi a Roma nel 1881. Ha ospitato i più illustri intellettuali italiani della prima metà del XX secolo; è stata rifondata nel 1963.

## Storia
La prima serie fu pubblicata dal 1881 al 1890 col titolo: «La Cultura. Rivista di scienze, lettere ed arti diretta da R. Bonghi». La seconda serie fu pubblicata dal 1891 al 1906 col titolo: «La Cultura di Ruggero Bonghi. Rivista mensile. Nuova serie diretta da Ettore De Ruggiero». La terza serie fu pubblicata dal 1907 al 1912 col titolo: «La Cultura. Rivista critica fondata da Ruggero Bonghi. Serie terza (quindicinale) diretta e redatta da Cesare De Lollis e Nicola Festa».
Nel 1913, sotto la direzione di Cesare De Lollis, Nicola Festa e Giuseppe Antonio Borgese, prese il nome di «Nuova Cultura», cambiandolo nel 1914-15 in «Il Conciliatore» sotto la guida del solo Borgese.
Nel 1921, si ripresentò col suo antico nome sotto la guida del solo De Lollis e, dopo la sua morte, fu diretta da Ferdinando Neri. Per la sua indipendenza critica e l'altezza dei contributi è stata strumento tra i più validi della cultura italiana, svolgendo opera di mediazione tra il crocianesimo e la filologia.
Fu soppressa dal fascismo nel 1936. La rivista era contraddistinta dall'immagine di uno struzzo, che appariva sulla copertina e sulla quarta di copertina. Giulio Einaudi ne fu l'ultimo editore e portò con sé l'emblema dello struzzo nella propria casa editrice.
Nel 1963 Guido Calogero riprese la testata per una nuova rivista, a indirizzo prevalentemente filosofico: «La Cultura. Rivista bimestrale diretta da Guido Calogero». Dal 1987 la direzione è passata a Gennaro Sasso. Dal 2021 Mauro Visentin ha assunto la direzione della rivista.

## Direttori
Prima serie:
- Ruggero Bonghi, dal 1881 al 1890
- Giuseppe Antonio Borgese, dal 1913 al 1921
- Cesare De Lollis, dal 1921 al 1936

Seconda serie:
- Guido Calogero, dal 1963 al 1987
- Gennaro Sasso, dal 1987 al 2020
- Mauro Visentin, dal 2021, in carica

## Firme
Collaborarono alla rivista tra il 1913 e il 1936: Giorgio Pasquali, Ettore Marroni, Mario Missiroli, Adriano Tilgher, Mario Vinciguerra, Goffredo Bellonci, Luigi Salvatorelli, Ettore De Ruggiero, Raffaele Bastianelli, Giuseppe Chiovenda e Alfonso Lucifero. Tra i collaboratori principali della serie iniziata nel 1963 si ricordano Girolamo Arnaldi, Vittorio Gabrieli, Giorgio Inglese, Achille Tartaro.